# Sir Bani Yas
Sir Bani Yas (Arabisch: صِـيـر بَـنِى يَـاس , Ṣīr Banī Yās) is een eiland dat ligt in de Perzische Golf en hoort bij Abu Dhabi, een van de Verenigde Arabische Emiraten. Het eiland ligt ca. 9 km uit de kust van Jebel Dhanna.
Het eiland is een natuurgebied en toeristenbestemming. Er komen onder meer kropgazellen, Indische antilopen, oerials, manenschapen en Arabische oryxen voor.
Reeds de Venetiaanse reiziger Gasparo Balbi omschreef in de 16e eeuw het als het eiland voor de parelvissers van de stammenassociatie Bani Yas.

## Archeologie
Er zijn bij opgravingen op het eiland vondsten gedaan die aanduiden dat het eiland in het begin van het tweede millennium v.Chr. door handelaren van Dilmun (Bahrein) als handelspost gebruikt is.